# 2024年世界柔道锦标赛
2024年世界柔道锦标赛是第24届男女合并举办的世界柔道锦标赛，于2024年5月19日至24日在阿联酋阿布扎比进行。阿布扎比于2023年12月15日确认获得该届比赛主办权。此次比赛为2024年夏季奥林匹克运动会柔道项目的积分赛之一。

## 赛程
以下是该届比赛的赛程安排，所有时间均为阿联酋时间（UTC+4）：
| 比赛日 | 日期    | 项目      | 项目          | 项目         | 项目         | 预赛  | 决赛  |
| 比赛日 | 日期    | 男子      | 男子          | 女子         | 女子         | 预赛  | 决赛  |
| ------ | ------- | --------- | ------------- | ------------ | ------------ | ----- | ----- |
| 1      | 5月19日 | 60公斤级  | 60公斤级      | 48公斤级     | 52公斤级     | 11:00 | 18:00 |
| 2      | 5月20日 | 66公斤级  | 73公斤级      | 57公斤级     | 57公斤级     | 10:30 | 18:00 |
| 3      | 5月21日 | 81公斤级  | 81公斤级      | 63公斤级     | 63公斤级     | 12:00 | 18:00 |
| 4      | 5月22日 | 90公斤级  | 90公斤级      | 70公斤级     | 78公斤级     | 11:00 | 18:00 |
| 5      | 5月23日 | 100公斤级 | 100公斤以上级 | 78公斤以上级 | 78公斤以上级 | 12:00 | 18:00 |
| 6      | 5月24日 | 混合团体  | 混合团体      | 混合团体     | 混合团体     | 12:00 | 18:00 |

## 奖牌榜
| 排名                      | 国家 / 地区               | 金牌 | 銀牌 | 銅牌 | 总计 |
| ------------------------- | ------------------------- | ---- | ---- | ---- | ---- |
| 1                         | 日本（JPN）               | 4    | 2    | 4    | 10   |
| 2                         | （GEO）                   | 2    | 1    | 2    | 5    |
| 3                         | （KOR）                   | 2    | 0    | 3    | 5    |
| 4                         | （AZE）                   | 2    | 0    | 0    | 2    |
| 5                         | 法國（FRA）               | 1    | 2    | 3    | 6    |
| 6                         | 義大利（ITA）             | 1    | 2    | 1    | 4    |
| 7                         | 德国（GER）               | 1    | 0    | 1    | 2    |
| 7                         | 蒙古国（MGL）             | 1    | 0    | 1    | 2    |
| 9                         | 荷蘭（NED）               | 1    | 0    | 0    | 1    |
| 10                        | 加拿大（CAN）             | 0    | 2    | 1    | 3    |
| –                         | 个人中立运动员（AIN）     | 0    | 1    | 2    | 3    |
| 11                        | 土耳其（TUR）             | 0    | 1    | 1    | 2    |
| 11                        | （UZB）                   | 0    | 1    | 1    | 2    |
| 13                        | 波蘭（POL）               | 0    | 1    | 0    | 1    |
| 13                        | 塞爾維亞（SRB）           | 0    | 1    | 0    | 1    |
| 13                        | 中華臺北（TPE）           | 0    | 1    | 0    | 1    |
| 16                        | 西班牙（ESP）             | 0    | 0    | 2    | 2    |
| 17                        | 芬兰（FIN）               | 0    | 0    | 1    | 1    |
| 17                        | 英國（GBR）               | 0    | 0    | 1    | 1    |
| 17                        | （KAZ）                   | 0    | 0    | 1    | 1    |
| 17                        | （KGZ）                   | 0    | 0    | 1    | 1    |
| 17                        | 科索沃（KOS）             | 0    | 0    | 1    | 1    |
| 17                        | 瑞典（SWE）               | 0    | 0    | 1    | 1    |
| 17                        | 瑞士（SWI）               | 0    | 0    | 1    | 1    |
| 17                        | （TJK）                   | 0    | 0    | 1    | 1    |
| 总计（共24个国家 / 地区） | 总计（共24个国家 / 地区） | 15   | 15   | 30   | 60   |

## 奖牌得主

### 男子
| 项目          | 金牌                                  | 银牌                                | 铜牌                                      |
| 60公斤级      | 乔治·萨尔达拉什维利 · 格鲁吉亚（GEO） | 楊勇緯 · 中華臺北（TPE）            | 中村太树 · 日本（JPN）                    |
| 60公斤级      | 乔治·萨尔达拉什维利 · 格鲁吉亚（GEO） | 楊勇緯 · 中華臺北（TPE）            | 李夏林 · 韩国（KOR）                      |
| 66公斤级      | 田中龙马 · 日本（JPN）                | 武冈毅 · 日本（JPN）                | Luukas Saha · 芬兰（FIN）                 |
| 66公斤级      | 田中龙马 · 日本（JPN）                | 武冈毅 · 日本（JPN）                | 瓦扎·馬爾格韋拉什維利 · 格鲁吉亚（GEO）   |
| 73公斤级      | 希达亚特·海达罗夫 · 阿塞拜疆（AZE）   | 石原树 · 日本（JPN）                | Lavjargalyn Ankhzayaa · 蒙古（MGL）       |
| 73公斤级      | 希达亚特·海达罗夫 · 阿塞拜疆（AZE）   | 石原树 · 日本（JPN）                | 尼尔斯·施通普 · 瑞士（SWI）               |
| 81公斤级      | 塔托·格里加拉什维利 · 格鲁吉亚（GEO） | Timur Arbuzov 个人中立运动员（AIN） | 李俊奂 · 韩国（KOR）                      |
| 81公斤级      | 塔托·格里加拉什维利 · 格鲁吉亚（GEO） | Timur Arbuzov 个人中立运动员（AIN） | 索蒙·穆罕默德别科夫 · 塔吉克（TJK）       |
| 90公斤级      | 田嶋剛希 · 日本（JPN）                | 内马尼亚·迈多夫 · 塞尔维亚（SRB）   | 叶尔兰·舍罗夫 · 吉尔吉斯斯坦（KGZ）       |
| 90公斤级      | 田嶋剛希 · 日本（JPN）                | 内马尼亚·迈多夫 · 塞尔维亚（SRB）   | 特里斯塔尼·莫萨赫利什维利 · 西班牙（ESP） |
| 100公斤级     | 泽利姆·科佐耶夫 · 阿塞拜疆（AZE）     | 沙迪·纳哈斯 · 加拿大（CAN）         | 新井道大 · 日本（JPN）                    |
| 100公斤级     | 泽利姆·科佐耶夫 · 阿塞拜疆（AZE）     | 沙迪·纳哈斯 · 加拿大（CAN）         | 尼科洛兹·谢拉扎季什维利 · 西班牙（ESP）   |
| 100公斤以上级 | 金民宗 · 韩国（KOR）                  | 古拉姆·圖希什維利 · 格鲁吉亚（GEO） | 塔梅爾蘭·巴沙耶夫 个人中立运动员（AIN）   |
| 100公斤以上级 | 金民宗 · 韩国（KOR）                  | 古拉姆·圖希什維利 · 格鲁吉亚（GEO） | 阿利舍尔·尤苏波夫 · 乌兹别克斯坦（UZB）   |

### 女子
| 项目         | 金牌                             | 银牌                                      | 铜牌                                    |
| 48公斤级     | 巴武道尔吉·巴桑呼 · 蒙古（MGL）  | 阿孙塔·斯库托 · 義大利（ITA）             | 阿比芭·阿布扎基诺娃 · 哈萨克斯坦（KAZ） |
| 48公斤级     | 巴武道尔吉·巴桑呼 · 蒙古（MGL）  | 阿孙塔·斯库托 · 義大利（ITA）             | 塔拉·巴布尔法特 · 瑞典（SWE）           |
| 52公斤级     | 奥黛特·朱弗里达 · 義大利（ITA）  | 季约拉·克尔迪约罗娃 · 乌兹别克斯坦（UZB） | 阿芒迪娜·比沙尔 · 法國（FRA）           |
| 52公斤级     | 奥黛特·朱弗里达 · 義大利（ITA）  | 季约拉·克尔迪约罗娃 · 乌兹别克斯坦（UZB） | 玛莎·巴尔豪斯 · 德国（GER）             |
| 57公斤级     | 许美美 · 韩国（KOR）             | 克丽斯塔·出口 · 加拿大（CAN）             | 潔西卡·克林姆凱特 · 加拿大（CAN）       |
| 57公斤级     | 许美美 · 韩国（KOR）             | 克丽斯塔·出口 · 加拿大（CAN）             | 玉置桃 · 日本（JPN）                    |
| 63公斤级     | 乔安妮·范利斯豪特 · 荷兰（NED）  | 安杰莉卡·希曼斯卡 · 波兰（POL）           | 克拉丽丝·阿格贝涅努 · 法國（FRA）       |
| 63公斤级     | 乔安妮·范利斯豪特 · 荷兰（NED）  | 安杰莉卡·希曼斯卡 · 波兰（POL）           | 劳拉·法兹柳 · 科索沃（KOS）             |
| 70公斤级     | 玛尔戈·皮诺 · 法國（FRA）        | 玛丽-伊芙·加耶 · 法國（FRA）              | 田中志步 · 日本（JPN）                  |
| 70公斤级     | 玛尔戈·皮诺 · 法國（FRA）        | 玛丽-伊芙·加耶 · 法國（FRA）              | 马季娜·泰马佐娃 个人中立运动员（AIN）   |
| 78公斤级     | 安娜-瑪麗亞·瓦格納 · 德国（GER） | 艾丽斯·贝兰迪 · 義大利（ITA）             | 瑪德萊娜·馬隆加 · 法國（FRA）           |
| 78公斤级     | 安娜-瑪麗亞·瓦格納 · 德国（GER） | 艾丽斯·贝兰迪 · 義大利（ITA）             | 埃玛·里德 · 英国（GBR）                 |
| 78公斤以上级 | 冨田若春 · 日本（JPN）           | 卡伊拉·奥兹代米尔 · 土耳其（TUR）         | Hilal Öztürk · 土耳其（TUR）            |
| 78公斤以上级 | 冨田若春 · 日本（JPN）           | 卡伊拉·奥兹代米尔 · 土耳其（TUR）         | 金荷伦 · 韩国（KOR）                    |

### 混合
| 项目 | 金牌 | 银牌 | 铜牌 |
| 团体 | 日本（JPN） · 新井万央 · 本田万结 · 石原树 · 川端倖明 · 中野宽太 · 太田彪雅 · 田嶋剛希 · 高野绮海 · 玉置桃 · 田中龙雅 · 田中志步 · 冨田若春 | 法國（FRA） · Mathéo Akiana Mongo · Orlando Cazorla · 阿克塞尔·克莱热 · Léa Fontaine · 若昂-邦雅曼·加巴 · 普里西娅·尼厄托 · Coralie Hayme · Faïza Mokdar · 马克西姆-加埃尔·恩加亚普 · 玛尔戈·皮诺 · Khamzat Saparbaev · Florine Soula | （GEO） · Eter Askilashvili · Luka Babutsidze · Giorgi Chikhelidze · Saba Inaneishvili · Giorgi Jabniashvili · Nino Loladze · Sophio Somkhishvili · Georgi Terashvili · 古拉姆·圖希什維利                             |
| 团体 | 日本（JPN） · 新井万央 · 本田万结 · 石原树 · 川端倖明 · 中野宽太 · 太田彪雅 · 田嶋剛希 · 高野绮海 · 玉置桃 · 田中龙雅 · 田中志步 · 冨田若春 | 法國（FRA） · Mathéo Akiana Mongo · Orlando Cazorla · 阿克塞尔·克莱热 · Léa Fontaine · 若昂-邦雅曼·加巴 · 普里西娅·尼厄托 · Coralie Hayme · Faïza Mokdar · 马克西姆-加埃尔·恩加亚普 · 玛尔戈·皮诺 · Khamzat Saparbaev · Florine Soula | 義大利（ITA） · Thauany David Capanni Dias · Giovanni Esposito · Nicholas Mungai · 克里斯蒂安·帕拉蒂 · Manuel Parlati · Irene Pedrotti · Gennaro Pirelli · 金·波林 · Lorenzo Rigano · Erica Simonetti · 阿斯娅·塔瓦诺 |

## 奖金
该届赛事个人项目总奖金为798,000欧元，团体项目总奖金则为200,000欧元，以下是各奖牌具体奖金分配：
| 奖牌 |         | 个人    | 个人   | 个人    |         | 混合团体 | 混合团体 | 混合团体 |
| 奖牌 | 总计    | 运动员  | 教练   | 总计    | 运动员  | 教练     |          |          |
| 金牌 | €26,000 | €20,800 | €5,200 | €90,000 | €72,000 | €18,000  |          |          |
| 銀牌 | €15,000 | €12,000 | €3,000 | €60,000 | €48,000 | €12,000  |          |          |
| 銅牌 | €8,000  | €6,400  | €1,600 | €25,000 | €20,000 | €5,000   |          |          |